# Holly Brooks
Holly Brooks (Redmond, 17 aprile 1982) è un'ex fondista statunitense.

## Biografia
In Coppa del Mondo ha esordito il 5 febbraio 2010 a Canmore (24ª) e ha ottenuto il primo podio il 25 novembre 2012 a Gällivare (3ª).
In carriera ha preso parte a due edizioni dei Giochi olimpici invernali, Vancouver 2010 (41ª nella 10 km, 35ª nella 30 km, 38ª nella sprint, 55ª nell'inseguimento, 11ª nella staffetta) e Soči 2014 (35ª nella 10 km, 27ª nella 30 km, 45ª nello skiathlon), e a due dei Campionati mondiali (9ª nella staffetta a Oslo 2011 il miglior risultato).

## Palmarès

### Coppa del Mondo
- Miglior piazzamento in classifica generale: 35ª nel 2013
- 1 podio (a squadre):
  - 1 terzo posto